# Віллі Голт
Вільям Джеймс Голт (англ. William James Gault; нар. 5 вересня 1960) — американський кіноактор та легкоатлет, який спеціалізувався в бігу на короткі дистанції та бар'єрному бігу.

## Спортивні досягнення
Чемпіон світу з естафетного бігу 4×100 метрів (1983).
Бронзовий призер з бігу на 110 метрів з бар'єрами на чемпіонаті світу (1983).
Чемпіон Універсіади з естафетного бігу 4×100 метрів та срібний призер Універсіади з бігу на 110 метрів з бар'єрами (1983).
Чемпіон США з бігу на 110 метрів з бар'єрами (1982).
Ексрекордсмен світу з естафетного бігу 4×100 метрів (1983).